# Skleroprotopus inferus
Skleroprotopus inferus är en mångfotingart som beskrevs av Karl Wilhelm Verhoeff 1939. Skleroprotopus inferus ingår i släktet Skleroprotopus och familjen Mongoliulidae. Inga underarter finns listade i Catalogue of Life.